# Vuelta al País Vasco 1976
La XVI Vuelta al País Vasco, disputada entre el 5 de abril y el 9 de abril de 1976, estaba dividida en 5 etapas, si bien dos de ellas con doble sector en lugar de una como venía siendo habitual en las anteriores ediciones, para un total de 760,5 km.
Participaron los equipos españoles Kas, Teka, Super Ser y Novostil-Transmallorca, y los extranjeros Scic y Furzi, para un total de 60 participantes de los que finalizaron 55 de ellos. El vencedor final fue el ciclista italiano Gianbattista Baronchelli, logrando así su primera victoria en una prueba por etapas como profesional.

## Etapas
| Etapa              | Fecha    | Recorrido               | km  | Vencedor de la Etapa     | Líder de la general      |
| ------------------ | -------- | ----------------------- | --- | ------------------------ | ------------------------ |
| 1ª etapa (1º Sec.) | 05/04/76 | Irache - Irache         | 16  | Javier Elorriaga         | Javier Elorriaga         |
| 1ª etapa (2º Sec.) | 05/04/76 | Irache - Calahorra      | 125 | Gianbattista Baronchelli | Javier Elorriaga         |
| 2ª etapa           | 06/04/76 | Calahorra - Salvatierra | 142 | Marino Basso             | Javier Elorriaga         |
| 3ª etapa           | 07/04/76 | Salvatierra - Goiuria   | 160 | Gianbattista Baronchelli | Gianbattista Baronchelli |
| 4ª etapa           | 08/04/76 | Durango - Arechavaleta  | 170 | Domingo Perurena         | Gianbattista Baronchelli |
| 5ª etapa (1º Sec.) | 09/04/76 | Arechavaleta - Irún     | 145 | Marino Basso             | Gianbattista Baronchelli |
| 5ª etapa (2º Sec.) | 09/04/76 | Irún - Alto San Marcial | 4,5 | José Enrique Cima        | Gianbattista Baronchelli |

## Clasificaciones
| \| 1. \| Gianbattista Baronchelli \| SCIC \| 24h 20' 30s \| \| 2. \| Javier Elorriaga \| SUP \| a 1' 05s \| \| 3. \| Joaquim Agostinho \| TEK \| a 1' 15s \| \| 4. \| José Enrique Cima \| NOV \| a 1' 25s \| \| 5. \| Miguel Mari Lasa \| SCIC \| a 1' 25s \| \| 6. \| José Nazabal \| KAS \| A 2' 02s \| \| 7. \| Pedro Torres \| SUP \| a 3' 21s \| \| 8. \| Wladimiro Panizza \| \| a 3' 27s \| \| 9. \| Luis Ocaña \| SUP \| a 4' 21s \| \| 10. \| Walter Riccomi \| \| a 4' 30s \| |                          |      |             |
| 1. | Gianbattista Baronchelli | SCIC | 24h 20' 30s |
| 2. | Javier Elorriaga         | SUP  | a 1' 05s    |
| 3. | Joaquim Agostinho        | TEK  | a 1' 15s    |
| 4. | José Enrique Cima        | NOV  | a 1' 25s    |
| 5. | Miguel Mari Lasa         | SCIC | a 1' 25s    |
| 6. | José Nazabal             | KAS  | A 2' 02s    |
| 7. | Pedro Torres             | SUP  | a 3' 21s    |
| 8. | Wladimiro Panizza        |      | a 3' 27s    |
| 9. | Luis Ocaña               | SUP  | a 4' 21s    |
| 10. | Walter Riccomi           |      | a 4' 30s    |

| \| 1. \| Javier Elorriaga \| \| puntos \| \| \| 2. \| [[]] \| \| puntos \| \| \| 3. \| [[]] \| \| puntos \| \| |                  |  |        |  |
| 1. | Javier Elorriaga |  | puntos |  |
| 2. | [[]]             |  | puntos |  |
| 3. | [[]]             |  | puntos |  |

| \| 1. \| José Nazabal[1] \| \| puntos \| \| \| 2. \| [[]] \| \| puntos \| \| \| 3. \| [[]] \| \| puntos \| \| |              |  |        |  |
| 1. | José Nazabal |  | puntos |  |
| 2. | [[]]         |  | puntos |  |
| 3. | [[]]         |  | puntos |  |

| \| 1. \| Scic \| 97 h 30' 27s \| \| \| 2. \| \| a 2' 01s \| \| \| 3. \| \| a 5' 29s \| \| \| 4. \| \| a 5' 57s \| \| \| 3. \| \| a 11' 57s \| \| |      |              |  |
| 1. | Scic | 97 h 30' 27s |  |
| 2. |      | a 2' 01s     |  |
| 3. |      | a 5' 29s     |  |
| 4. |      | a 5' 57s     |  |
| 3. |      | a 11' 57s    |  |